# بازی‌های مدیترانه ۱۹۹۷
بازی‌های مدیترانه ۱۹۹۷ (انگلیسی: 1997 Mediterranean Games) سیزدهمین دوره مسابقات بازی‌های مدیترانه است که از ۱۳ تا ۲۵ ژوئن ۱۹۹۷ در باری، ایتالیا برگزار شده است. این بازی‌ها با حضور ۲٬۹۵۶ ورزشکار از ۲۱ کشور انجام شده است.

## ورزش‌ها
- ژیمناستیک هنری  (جزئیات)
- دو و میدانی  (جزئیات)
- بسکتبال  (جزئیات)
- بولز  (جزئیات)
- بوکس  (جزئیات)
- قایقرانی  (جزئیات)
- دوچرخه‌سواری  (جزئیات)
- شیرجه  (جزئیات)
- سوارکاری  (جزئیات)
- شمشیربازی  (جزئیات)
- فوتبال  (جزئیات)
- گلف  (جزئیات)
- هندبال  (جزئیات)
- جودو  (جزئیات)
- کاراته  (جزئیات)
- روئینگ  (جزئیات)
- ژیمناستیک ریتمیک  (جزئیات)
- قایقرانی بادبانی  (جزئیات)
- تیراندازی  (جزئیات)
- شنا  (جزئیات)
- تنیس روی میز  (جزئیات)
- تنیس  (جزئیات)
- والیبال  (جزئیات)
- واترپلو  (جزئیات)
- وزنه‌برداری  (جزئیات)
- کشتی  (جزئیات)

## کشورهای شرکت‌کننده
- آلبانی (108)
- الجزایر (135)
- بوسنی و هرزگوین (90)
- کرواسی (226)
- قبرس (50)
- مصر (43)
- فرانسه (302)
- یونان (306)
- ایتالیا (410)
- لبنان (41)
- لیبی (40)
- مالت (15)
- موناکو (13)
- مراکش (83)
- سان مارینو (37)
- اسلوونی (168)
- اسپانیا (338)
- سوریه (27)
- تونس (74)
- ترکیه (251)
- یوگسلاوی (199)

## جدول مدال‌ها
*   کشور میزبان ( ایتالیا)
| رتبه            | کشور                     | طلا | نقره | برنز | مجموع |
| --------------- | ------------------------ | --- | ---- | ---- | ----- |
| ۱               | ایتالیا*                 | ۷۶  | ۶۲   | ۵۵   | ۱۹۳   |
| ۲               | فرانسه                   | ۵۵  | ۴۴   | ۴۷   | ۱۴۶   |
| ۳               | ترکیه                    | ۲۸  | ۱۶   | ۲۱   | ۶۵    |
| ۴               | یونان                    | ۱۹  | ۲۲   | ۲۱   | ۶۲    |
| ۵               | اسپانیا                  | ۱۸  | ۳۰   | ۴۷   | ۹۵    |
| ۶               | کرواسی                   | ۶   | ۱۶   | ۱۰   | ۳۲    |
| ۷               | الجزایر                  | ۶   | ۸    | ۸    | ۲۲    |
| ۸               | اسلوونی                  | ۵   | ۸    | ۱۰   | ۲۳    |
| ۹               | یوگسلاوی (FR Yugoslavia) | ۵   | ۴    | ۱۳   | ۲۲    |
| ۱۰              | مراکش                    | ۵   | ۴    | ۹    | ۱۸    |
| ۱۱              | مصر                      | ۳   | ۶    | ۱۰   | ۱۹    |
| ۱۲              | تونس                     | ۲   | ۳    | ۹    | ۱۴    |
| ۱۳              | سوریه                    | ۲   | ۱    | ۲    | ۵     |
| ۱۴              | قبرس                     | ۰   | ۳    | ۴    | ۷     |
| ۱۵              | مالت                     | ۰   | ۱    | ۱    | ۲     |
| ۱۵              | آلبانی                   | ۰   | ۱    | ۱    | ۲     |
| ۱۵              | بوسنی و هرزگوین          | ۰   | ۱    | ۱    | ۲     |
| ۱۸              | سان مارینو               | ۰   | ۱    | ۰    | ۱     |
| مجموع (۱۸ کشور) | مجموع (۱۸ کشور)          | ۲۳۰ | ۲۳۱  | ۲۶۹  | ۷۳۰   |